# Мільденау
Мільденау (нім. Mildenau) — громада в Німеччині, розташована в землі Саксонія. Входить до складу району Рудні Гори.
Площа — 31,67 км2. Населення становить 3388 ос. (станом на 31 грудня 2020).